# Ramlösa station
Ramlösa station är en järnvägsstation i södra Helsingborg. Stationen är belägen vid trafikplats Ramlösa (avfart 26) på E4:an och hanterar främst lokaltågstrafik med Pågatågen, men även Öresundstågen mellan Helsingborg C och Köpenhamn stannar här. På Hästhagsviadukten ovanför förbinds stationen med både stadsbussar och regionbussar. Internt inom trafikledning kallas stationen (egentligen driftplatsdelen) Helsingborg godsbangård (Hbgb).

## Utformning
Stationen ligger under Hästhagsviadukten vid Ramlösa trafikplats invid Malmöleden (E4). Den är belägen mellan stadsdelarna Elineberg och Ramlösa i öster och Miatorp i väster. Stationen består av en perrong med spår på vardera sida. Arkitektonisk är den utformad av Michelsen Arkitekter genom Sonny Mattsson och Mircea Barsan och stod i sitt nuvarande utförande klar 1998. I utformningen ingår hela Hästhagsviadukten, som breddats för att ge plats åt hållplatser för bussar samt gång- och cykelbanor. Viadukten vilar i båda ändar på socklar i rödfärgad betong med markerade horisontella skarvar. Stationen är placerad invid den östra sockeln som är utsmyckad genom ett konstverk av Jörgen Nash. Vid denna sida finns även parkering för cyklar och bilar.
Perrongtaken är lätta och täckta av plåt på ovansidan, medan undersidan täcks av trästavar. Taken bärs upp av dels träbalkar underifrån, samt stag av stål ovanifrån. Längst i norr finns en glaskur för vindskydd. Stationen nås från viadukten via ett trapphus i grå betong med liknande utförande som viaduktens socklar. Trappan täcks av tak i samma utförande som perrongtaken. Trapphuset innehåller även en trappa från gångtunneln under spåren från cykel- och bilparkeringen. Bredvid trapphuset finns ett uppglasat hisstorn som sammanbinder viadukten, perrongen samt gångtunneln.

## Godsbangården
Plattformarna ligger inom driftplatsdelen Helsingborg godsbangård. Godsbangården har 31 spår förutom de två persontågen använder.

## Historik
Den första stationen på platsen byggdes i privat regi och öppnade 1865 i och med anläggandet av järnvägen mellan Helsingborg och Eslöv. Den anlades på samma plats som en tidigare hästkapplöpningsbana; denna hade bland annat använts vid Olympiska spelen i Ramlösa 1834 och 1836.
Vid utbyggandet av järnvägen till Hässleholm 1875 förgrenades järnvägen söder om Ramlösa station österut förbi Ramlösa hälsobrunn. Här anlades en station under namnet "Ramlösa Brunns station", som inte ska förväxlas med Ramlösa station. För att undvika förvirringen föreslogs att Ramlösa station skulle byta namn till "Hästhagen" efter de stora hästhagar som tidigare funnits i området. Detta kom dock aldrig att genomföras.
Anläggandet av Ramlösa Brunns station gjorde att bostadsbebyggelsen i Ramlösa kom att koncentreras runt denna, medan Ramlösa station alltmer kom att användas av de framväxande industrierna i Raus plantering, väster om stationen. Ramlösa station övertogs av staten 1938 och av Statens Järnvägar (SJ) 1940. Den fick eldrift 1943. Den 31 maj 1970 bytte stationen namn till "Helsingborgs godsbangård". På grund av ökad efterfrågan för pendlingsmöjligheter öppnade stationen 1983 för pågatågstrafik. I samband med utbyggnaden av Västkustbanan byggdes stationen 1997–1998 om efter en arkitekttävling och fick därmed sitt nuvarande utseende.